# ГЕС Юсуфейлі
ГЕС Юсуфейлі – гідроелектростанція, що споруджується на північному сході Туреччини. Знаходячись між ГЕС Аркун (вище по течії) та ГЕС Артвін, входить до складу каскаду на річці Чорох, яка впадає до Чорного моря біля грузинського міста Батумі.
В межах проекту річку перекриють бетонною арковою греблею висотою 270 метрів (від фундаменту, висота від дна річки – 220 метрів) та довжиною 490 метрів, яка потребуватиме 2,8 млн м3 матеріалу. На час будівництва воду відвели за допомогою двох тунелів довжиною 1,25 км та 1,3 км з діаметрами 10 та 7 метрів. Гребля утримуватиме водосховище з площею поверхні 33 км2 та об’ємом 2130 млн м3 (корисний об'єм 1080 млн м3), в якому припустиме коливання рівня у операційному режимі між позначками 670 та 710 метрів НРМ (у випадку повені останній показник зростатиме до 712 метрів НРМ).
Облаштований у підземному виконанні пригреблевий машинний зал матиме розміри 110х21 метр при висоті 45 метрів. Його обладнають трьома турбінами типу Френсіс потужністю по 180 МВт. При напорі у 196 метрів вони повинні забезпечувати виробництво 1888 млн кВт-год електроенергії на рік.
Видача продукції відбуватиметься по ЛЕП, розрахованій на роботу під напругою 380 кВ.
Завершення проекту заплановане на 2021 рік.